# ظبي القصب الجبلي
ريدبك جبلي (الاسم العلمي: Redunca fulvorufula) ظبي أفريقي وهو أحد أنواع الريدبك الثلاثة.

## اقرأ كذلك
- قائمة مزدوجات الأصابع حسب العدد